# Бой при Гефресе
Бой при Гефресе (нем. Schlacht bei Gefrees) произошёл 8 июля 1809 между частями французской армии генерала Жюно, герцога Абрантеса, и частями австрийской армии под командованием генерала Кинмайера.
После сражения под Асперн-Эсслингом эрцгерцог Карл укрепил австрийские войска в Богемии до 12 000 солдат и организовал диверсионное нападение в Саксонию. Австрийцы вошли в Саксонию 10 июня и к третьему дню наступления захватили столицу Саксонии, Дрезден. Саксонская королевская семья поспешно бежала. В это же время, 14 июня, шеститысячный отряд вошёл в Байройт, угрожая вторжением в Королевство Вюртемберг и соединением с Тирольским восстанием. 
22 июня, не обращая внимания на ухудшение ситуации в Саксонии, брат Наполеона Жером Бонапарт прибыл во Франкфурт, взял командование над силами Рейнской конфедерации и двинулся к Касселю с 15 000 человек. В этот же день австрийские войска заняли Лейпциг, но были быстро вынуждены покинуть город из-за появления солдат Жерома. 
26 июня австрийцы и французы столкнулись. Австрийцы избежали попадания в ловушку и отступили. Жером медлил в преследовании, что позволило Кинмайеру двинуться на юг и противостоять Жюно. Австрийцам сначала удалось остановить авангард французов, а затем 8 июля у Гефреса вступить в бой с основными силами Жюно.
В Гефресе австрийцы имели 2 полка регулярных солдат (около 5300 человек), и несколько сотен человек нерегулярной милиции, ландвера. «Чёрные брауншвейгцы» остались на севере и защищали австрийские войска от Жерома. Они не участвовали в битве при Гефрисе. Французские войска при Гефрисе включали 2 регулярных полка (около 6 000 человек) пехоты, баварский запасной батальон (около 1000 солдат), и драгунский полк (около 500 солдат). Французские войска состояли из плохо обученных новобранцев. В частности, конница французов не могла эффективно атаковать и повлиять на ход битвы, хотя у австрийцев кавалерия отсутствовала. Австрийцы могли вести сильный и непрерывный залповый огонь, и к концу дня большинство французских солдат сбежало с поля битвы к Амбергу. Австрийцы понесли минимальные потери, но нанесли существенный удар французам. 
После победы австрийцы, не встречая сопротивления, двинулись вглубь Германии и 11 июля разбили войска Жерома в битве при Хофе. Несмотря на то что австрийцы фактически контролировали всю Саксонию, победа оказалась напрасной из-за крупного австрийского поражения при Ваграме и Цнаймского перемирия.